# 泰·田納特
泰·田納特（英語：Ty Tennant，2002年3月27日—，舊姓：馬丁－莫菲特（英語：Martin-Moffett）），是一名英國男演員，雙親為演員大衛·田納特和喬治亞·田納特。他曾演出過電視劇《世界之戰》、《龍族前傳》。